# Methyleugenol
Methyleugenol ist ein Naturstoff. Es gehört zu einer Gruppe von lipophilen Phenylpropanoiden mit einer allylischen Seitenkette, die nach Tierversuchen bei oraler Aufnahme in höherer Konzentration krebserzeugend und erbgutverändernd wirken können.

## Vorkommen und Herstellung
Methyleugenol ist ein natürlicher Bestandteil – oft zusammen mit Eugenol – ätherischer Öle aus Fenchel, Rosen, verschiedenen Basilikumarten (Ocimum gratissimum, Ocimum tenuiflorum, Ocimum suave, basilicum), Estragon (Artemisia dracunculus), Anis, Piment (Pimenta dioica), Muskatnuss (Ravensara aromatica, Myristica fragrans), Gewürznelken (Syzygium aromaticum), Avocado, Bay (Pimenta racemosa) oder Lorbeer (Laurus nobilis). Es findet sich  auch in weiteren  ätherischen Ölen, darunter in Pinienöl und Zimtöl.
Synthetisches Methyleugenol wird aus Eugenol durch Methylierung hergestellt.

## Sicherheitshinweise
Da die Substanz vielfach in Teeaufgüssen festgestellt wurde, hat das Bundesinstitut für Risikobewertung 2001 auf die Dringlichkeit hingewiesen, dass in derartigen Teeerzeugnissen Methyleugenol nicht nachweisbar sein darf – insbesondere da diese Getränke häufig an Säuglinge und Kleinkinder verabreicht werden.
Das Bundesinstitut für gesundheitlichen Verbraucherschutz und Veterinärmedizin (BgVV) fand 2008 erhöhte Konzentrationen in Teebaumöl-haltigen Kosmetika. Die IARC stufte Methyleugenol im Jahr 2013 als möglicherweise krebserzeugend ein.

## Rechtsstatus
Die Nutzung von Methyleugenol als Aromastoff in Lebensmitteln und als Zusatz- bzw. Duftstoff in Kosmetika ist in der Europäischen Union durch die Verordnung (EG) Nr. 1334/2008 und die Verordnung (EG) Nr. 1223/2009 über kosmetische Mittel geregelt.

### Lebensmittel
In der Europäischen Union ist Methyleugenol ein Stoff, der Lebensmitteln als solcher, d. h. als Reinstoff, nicht zugesetzt werden darf. Wenn Methyleugenol von Natur aus in Aromen oder Lebensmittelzutaten mit Aromaeigenschaften vorkommt, dürfen diese Lebensmitteln zugesetzt werden. Dabei gelten für bestimmte Lebensmittelgruppen Methyleugenol-Höchstmengen, die nicht überschritten werden dürfen (vgl. Eintrag 4-Allyl-1,2-dimethoxybenzol bzw. Methyleugenol in Anhang III, Teil B der Verordnung (EG) Nr. 1334/2008).
Die Höchstmengen sind:
- Milcherzeugnisse: 20 mg/kg
- Fleischzubereitungen und Fleischerzeugnisse einschließlich Geflügel und Wild: 15 mg/kg
- Fischzubereitungen und Fischerzeugnisse: 10 mg/kg
- Suppen und Saucen: 60 mg/kg
- Verzehrfertige pikante Knabbererzeugnisse: 20 mg/kg
- Alkoholfreie Getränke: 1 mg/kg

Die Höchstwerte gelten nicht, wenn ein zusammengesetztes Lebensmittel keine hinzugefügten Aromen enthält und die einzigen Lebensmittelzutaten mit Aromaeigenschaften, die hinzugefügt wurden, frische, getrocknete oder tiefgekühlte Kräuter oder Gewürze sind.

### Kosmetische Mittel
In der Europäischen Union ist Methyleugenol kein Stoff, der in kosmetischen Mitteln verboten ist. Für bestimmte Arten kosmetischer Mittel wurden jedoch Höchstkonzentrationen an Methyleugenol in der gebrauchsfertigen Zubereitung festgelegt (vgl. Eintrag 1,2-Dimethoxy-4-(2-propenyl)benzol bzw. Methyleugenol (Nr. 102) in Anhang III der Verordnung (EG) Nr. 1223/2009 über kosmetische Mittel).
Die Höchstkonzentrationen sind:
- 0,01 % in Parfüm
- 0,004 % in Eau de Toilette
- 0,002 % in Cremeparfüm
- 0,001 % in auszuspülenden/abzuspülenden Mitteln
- 0,0002 % in sonstigen Mitteln, die auf der Haut/im Haar verbleiben, und Mundmittel.